# Femme Fatales
Femme Fatales – amerykański serial telewizyjny zainspirowany magazynem dla mężczyzn o tym samym tytule, wyprodukowany i emitowany przez stację Cinemax w latach 2011–2012.

## Opis
Każdy odcinek przedstawia osobną historię i ma inną obsadę, choć niektóre wątki są ze sobą powiązane. Na początku każdego epizodu Lilith (Tanit Phoenix) wprowadza widza w tematykę odcinka i okazjonalnie pojawia się w przerywnikach pomiędzy scenami jako narrator. Jak wskazuje tytuł, motywem przewodnim serialu jest femme fatale – silna, seksowna i niebezpieczna dla mężczyzn kobieta. Każdy odcinek posiada inną antybohaterkę i zawiera symulowane sceny erotyczne w stylu softcore. Jednak w przeciwieństwie do innych seriali erotycznych spod szyldu Cinemax, w których występowali głównie aktorzy pornograficzni, w Femme Fatales zaangażowano mniej znane aktorki i aktorów kina mainstreamowego. Serial jest inspirowany i stylizowany tradycją opowieści pulpowych, filmu noir i powieści graficznych, lecz akcja rozgrywa się w realiach współczesnych.